# Mas Musica Brava (album de Ramón Ayala)
Mas Musica Brava est un album en studio de Ramón Ayala, dont la version originale a été publiée par le label Freddie Records, en 1980, et qui a fait l'objet de multiples éditions. La première variante en a été, dès la parution de la version originale, l'édition mexicaine du label DLV sous le titre Con Razon O Sin Razon.
L'album contient notamment, sous le titre « Tragos Amargos » (Gorgées amères), la chanson, écrite par Freddie Martinez et Jesse Salcedo, et interprétée par Eliseo Robles, plus connue aujourd'hui sous le nom « Tragos de amargo licor » (Gorgées de liqueur amère) qui fut un grand succès et qui est aujourd'hui un classique de la chanson populaire mexicaine.

## Version originale Freddie Records 1980
Album vinyl produit par Freddie Martinez et Ramón Ayala.
Autres intervenants crédités : Hector Gutierez, Jess Salcedo.
Numéro de catalogue : Freddie Records LP-1178, FR-1178.
Matrices : L4-8049 et L4-8050.

## Sources
- (en) Agustín Gurza, « Ramon Ayala Biography », sur Strachwitz Frontera Collection, Strachwitz Frontera Collection of Mexican and Mexican American Recordings, Los Angeles, Arhoolie Foundation &  UCLA Digital Library (consulté le 20151231).